# 加藤峰男
加藤峰男（かとう　みねおKatō Mineo、1934年3月27日生まれ） は、日本の元水球選手である。彼は 1960 年夏季オリンピックと 1964 年夏季オリンピックに出場した。

## こちらも参照
- オリンピック男子水球日本代表チームの記録と統計（英語版）
- オリンピック男子水球大会ゴールキーパー一覧（英語版）